# Любовники из Вальдаро
Любовники из Вальдаро (итал. Amanti di Valdaro или Amanti di Montova) — скелеты юноши и девушки, найденные археологами в Неолитическом захоронении в Сан-Джорджо около Мантуи (Италия) в 2007 году. Возраст захоронения — не менее 6 тысяч лет. Раскопки проводила археолог Елена Мария Менотти.
Исследования показали, что на момент захоронения молодым людям было приблизительно по 18−20 лет. Их рост приблизительно 1,57 м.
Археологов заинтересовало положение скелетов. Они лежали очень близко лицом друг к другу, при этом их руки и ноги были сплетены, обнимая друг друга, таким образом, что напоминают «объятия влюблённых».
Учёные, исследовав скелеты, сообщили, что им придали такое положение после смерти.
Исследователи полагают, что смерть «Любовников из Вальдаро» была естественной: на их телах не обнаружено следов насилия.
Через семь лет после находки, 11 апреля 2014 года, «Любовники из Вальдаро» были выставлены в стеклянном саркофаге в Национальном археологическом музее, расположенном в герцогском дворце Мантуи.